# Standard Ebooks
Standard Ebooksは、ボランティア主導のオープンソースプロジェクトであり、パブリックドメインの作品を高品質で多機能な、アクセスしやすい電子書籍として作成、公開している。
Standard Ebooksはプロジェクト・グーテンベルク、インターネットアーカイブ、ウィキソースなどの場所から本を入手しているが、これらのプロジェクトとは異なり、現代の読者にとっての読みやすさを最大限に高め、現代の電子書籍フォーマットのアクセシビリティ機能を活用し、さらにGitHubをコラボレーションツールとして活用して誤字修正などの電子書籍の更新を効率化することを目標としている。
Standard EbooksのすべてのタイトルはEPUB、azw3、Kepub形式でリリースされ、Google Play ブックスおよびApple Booksから入手できる。プロジェクトの電子書籍ファイルはすべて米国のパブリックドメインでリリースされ、すべてのコードはGNU General Public License v3でリリースされている。

## スタイル
Standard Ebooksは、統一されたスタイルガイドに従って電子書籍を制作している。このスタイルガイドでは、タイポグラフィの標準からセマンティックタグ付け、内部コード構造まですべてが指定されている。その目的は、現代の出版標準に合わせ、「古くて無関係な一時的なものを排除した」一貫したコーパスを作成することである。Standard EbooksはNational Network for Equitable Library Serviceなどの組織と連携し、すべての作品がスクリーンリーダーなどの最新のツールで動作するように、特にDAISYコンソーシアムのアクセシビリティ標準に準拠するよう努めている。
パブリックドメインの作品を現代の読者にとってよりアクセスしやすいものにすることを目標に、古風なスペルを現代化し、タイポグラフィの癖に対処し、電子書籍がテキストドキュメントではなく本のように見えるようにしている。このアプローチは、プロジェクト・グーテンベルクなどの転写サイトの作業とは対照的である。
すべての本の表紙は、パブリックドメインの美術作品から作成されている。ボランティアの電子書籍制作者は、制作している作品に適した絵画を見つける。

## 歴史
Standard Ebooksは、ドイツに住んでいたときに英語の電子書籍が見つからず、フラストレーションを感じたアレックス・カバル（Alex Cabal）によって設立された。初期には『不思議の国のアリス』の望むだけ支払う方式版を作成する実験が行われ、Standard Ebooksのウェブサイトは2017年に立ち上げられた。最初の通知はHacker NewsとRedditの投稿で行われ、その後、Stack Overflowのニュースレターなどで言及された。
2021年、Standard Ebooksは特定の書籍を制作するための寄付とスポンサーシップの受け入れを開始した。2024年5月、Standard Ebooksは1000番目のタイトルとして『ユリシーズ』を出版した。